# Porsche Macan
La Porsche Macan (nome in codice Type 95B) è un SUV di segmento D prodotto dalla casa automobilistica tedesca Porsche dal 2013.

## Nome
La Macan è stata originariamente conosciuta con il nome in codice di Cajun. Il 16 febbraio 2012 Porsche ha annunciato che il nome definitivo per la macchina era Macan. Il termine Macan è stato preso dall'indonesiano, che significa tigre.

## Profilo

### Design

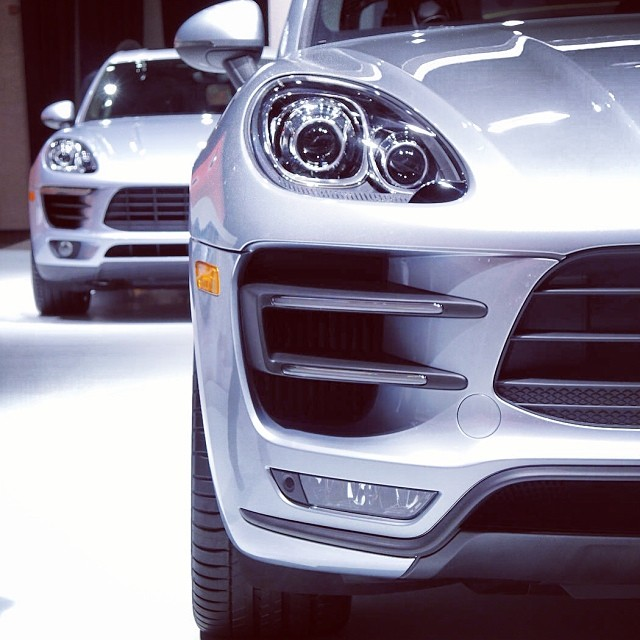
Dettaglio in primo piano della parte anteriore di una Macan Turbo e in secondo piano di una Macan S

La Macan è un SUV più compatto rispetto all'altro modello della casa di Stoccarda, la Cayenne. La Macan ha inoltre un'impronta più sportiva e dinamica rispetto alla Cayenne che privilegia più il comfort e il lusso; è inoltre di dimensioni più compatte, avendo 17 cm in meno di lunghezza e 8 cm in meno di altezza, con 175 kg in meno di peso complessivo.
Il design della vettura riprende molti elementi della più grande Cayenne e alcuni stilemi delle auto sportive prodotte dalla casa tedesca, come la 911 o la 918 Spyder. Gli indicatori della strumentazione di bordo sono racchiusi all'interno di tre quadranti rotondi tipici della Porsche con display a colori da 4,8 pollici, posti dietro a un volante multifunzione a tre razze.

### Tecnica
La Macan utilizza la piattaforma MLB dell'Audi e deriva dalla Q5, utilizza infatti lo stesso schema per le sospensioni, all'anteriore quadrilatero alto ad asse sterzante virtuale in alluminio e multilink a 4 bracci sempre in alluminio al posteriore, mentre lo sterzo venne reso più diretto con un rapporto di 14.3:1, la taratura delle sospensioni, gli interni ed esterni sono unici per la Macan, è inoltre 43 mm più lunga e 36 mm più larga rispetto alla Q5.
Tramite il tunnel centrale è possibile settare la vettura sulle funzionalità off-road o sport. La prima, che può essere impostata a velocità non oltre gli 80 km/h, ripartisce equamente la coppia tra l'asse anteriore e quello posteriore aumentando la capacità di trazione e riducendo la risposta dell'acceleratore. Le sospensioni pneumatiche si rialzano al contempo di 40 mm. Nella Sport, invece, la risposta dell'acceleratore viene aumentata e vengono velocizzati i tempi di cambiata. Inoltre, il limitatore viene impostato più in alto e viene modificata la sonorità allo scarico.
Tutte le Macan hanno di serie un cambio automatico doppia frizione PDK a sette marce e la trazione integrale, con diverse opzioni disponibili tra cui le sospensioni pneumatiche denominate Porsche Active Suspension Management (PASM).

## Versioni

### Macan
La versione base del Macan è equipaggiata con un propulsore 2.0 4 cilindri in linea turbo da 252 CV e 370 Nm che le consentono di accelerare da 0 a 100 km/h in 6,7 secondi (6,5 s con pacchetto Sport Chrono) e di raggiungere una velocità massima di 229 km/h.

### Macan S
La Macan S è equipaggiata con un propulsore 3.0 V6 biturbo da 340 CV e 460 Nm che le consentono di accelerare da 0 a 100 km/h in 5,4 secondi e di raggiungere una velocità massima di 254 km/h.

### Macan S Diesel
La versione diesel della Macan monta un motore Audi 3.0 V6 turbo che eroga 250 CV e 580 Nm per un'accelerazione da 0 a 100 km/h in 6,3 secondi e una punta massima di 230 km/h. A partire dal 2019, la casa di Stoccarda ha deciso di eliminare le propulsioni a gasolio da tutti i listini, pertanto tale motorizzazione non sarà più disponibile sui MY2019.

### Macan GTS
La Macan GTS è equipaggiata con un propulsore 3.0 V6 biturbo da 360 CV e 500 Nm che le consentono di accelerare da 0 a 100 km/h in 5,2 secondi e di raggiungere una velocità massima di 256 km/h. La pressione massima del turbo è stata aumentata da 0,9 della S a 1,2; ci sono nuovi alberi a camme; aspirazione modificata con riduzione della contropressione allo scarico; nuovo design dei pistoni; trasmissione PDK più robusta con algoritmo modificato; freni migliorati con disco anteriore da 14,8 "con pinze rosse (come nel Turbo); scarico sportivo Porsche Sport appositamente creato per questo modello; miglioramenti apportati al telaio con molle pneumatiche con programmazione PASM 15 mm più basse e 10% più rigido; barra stabilizzatrice posteriore più rigida e di maggiore diametro;  nuovo controllo di stabilità.

### Macan Turbo e Macan Turbo con pacchetto Performance
Il modello più potente della Macan è la Macan Turbo con pacchetto Performance, dotata di un 3.6 V6 biturbo da 440 CV che fa accelerare l'auto da 0 a 100 km/h in 4,4 secondi con punta massima di 272 km/h. La Macan Turbo invece è dotata di un 3.6 V6 biturbo da 400 CV che fa accelerare l'auto da 0 a 100 km/h in 4,8 secondi con punta massima di 266 km/h. È dotata inoltre di sospensioni a controllo elettronico (PASM) che presentano tre differenti Impostazioni: Comfort, Sport e Sport Plus.

### Motorizzazioni
| Versione                          | Motore                              | Potenza              | Coppia @ rpm         | Velocità Massima | Emissioni CO2 |
| --------------------------------- | ----------------------------------- | -------------------- | -------------------- | ---------------- | ------------- |
| Macan                             | 2.0 litri (1984 cm³) 4l Turbo       | 252 CV @ 5,000-6,800 | 370 Nm @ 1,500-4,500 | 229 km/h         | 167 g/km      |
| Macan S Diesel                    | 3.0 litri (2967 cm³) V6 turbodiesel | 250 CV @ 4,000-4,250 | 580 Nm @ 1,750-2,500 | 230 km/h         | 159 g/km      |
| Macan S                           | 3.0 litri (2997 cm³) V6 twin-turbo  | 340 CV @ 5,500-6,500 | 460 Nm @ 1,450-5,000 | 254 km/h         | 204 g/km      |
| Macan GTS                         | 3.0 litri (2997 cm³) V6 twin-turbo  | 360 CV @ 6000        | 500 Nm @ 1,650-4,000 | 256 km/h         | 207 g/km      |
| Macan Turbo                       | 3.6 litri (3604 cm³) V6 twin-turbo  | 400 CV @ 6.000       | 550 Nm @ 1,350-4,500 | 266 km/h         | 208 g/km      |
| Macan Turbo pacchetto Performance | 3.6 litri (3604 cm³) V6 twin-turbo  | 440 CV @ 6.000       | 600 Nm @ 1,350-4,500 | 272 km/h         | 221 g/km      |

## Aggiornamento 2019
La Macan aggiornata è stata presentata per la prima volta a luglio 2018 a Shanghai; il debutto europeo è avvenuto al Motor Show di Parigi 2018.

### Motorizzazioni
| Versione    | Motore                             | Potenza              | Coppia @ rpm         | Velocità Massima | Emissioni CO2 |
| ----------- | ---------------------------------- | -------------------- | -------------------- | ---------------- | ------------- |
| Macan*      | 2.0 litri (1984 cm³) 4l Turbo      | 253 CV @ 5,000-6,750 | 370 Nm @ 1,600-4,500 | 225 km/h         | 185-186 g/km  |
| Macan S     | 3.0 litri (2995 cm³) Turbo V6      | 354 CV @ 5,400-6,400 | 480 Nm @ 1,360-4,800 | 256 km/h         | 204 g/km      |
| Macan GTS   | 2.9 litri (2894 cm³) V6 twin-turbo | 380 CV @ 5,200-6,700 | 520 Nm @ 1,750-5,000 | 264 km/h         | 218 g/km      |
| Macan Turbo | 2.9 litri (2894 cm³) V6 twin-turbo | 440 CV @ 5,700-6,600 | 550 Nm @ 1,800-5,600 | 272 km/h         | 224 g/km      |

* Disponibile solo per il modello Europeo.

## Aggiornamento 2021
Nel 2021 è stata sottoposta ad un nuovo restyling.

### Motorizzazioni
| Versione  | Motore                             | Potenza              | Coppia @ rpm         | Velocità Massima | Emissioni CO2 |
| --------- | ---------------------------------- | -------------------- | -------------------- | ---------------- | ------------- |
| Macan*    | 2.0 litri (1984 cm³) 4l Turbo      | 265 CV @ 5,000-6,500 | 400 Nm @ 1,800-4,500 | 235 km/h         | 198-200 g/km  |
| Macan T   | 2.0 litri (1984 cm³) 4l Turbo      | 265 CV @ 5,000       | 400 Nm @ 1,800       | 235 km/h         | 200 g/km      |
| Macan S   | 2.9 litri (2894 cm³) V6 twin-turbo | 380 CV @ 5,200-6,700 | 520 Nm @ 1,800-5,000 | 256 km/h         | 224 g/km      |
| Macan GTS | 2.9 litri (2894 cm³) V6 twin-turbo | 440 CV @ 5,700-6,600 | 550 Nm @ 1,900-5,600 | 270 km/h         | 225 g/km      |

* Disponibile solo per il modello Europeo